# Ocepechelon bouyai
Ocepechelon è un genere estinto di tartaruga marina dermochelyoide gigante vissuta nel Cretaceo superiore, alla fine del Maastrichtiano circa 67 milioni di anni fa, nei depositi fosfatici del Bacino Oulad Abdoun, nella Provincia di Khouribga, in Marocco. Questo animale è noto per il suo olotipo, OCP DEK / GE 516, composto da un cranio isolato ma completo, lungo da solo già 70 cm, il che rende l'animale una delle più grandi tartarughe marine conosciute. L'animale è stato nominato e descritto dai paleontologi Nathalie Bardet, Nour-Eddine Jalil, France de Lapparent de Broin, Damien Germain, Olivier Lambert e Mbarek Amaghzaz, nel 2013 e la specie tipo è Ocepechelon bouyai. Ciò che rende incredibile questo animale è il suo insolito apparato boccale, formata da un muso lungo a pipetta e da una testa larga. È l'unico tetrapode che abbia sviluppato una convergenza evolutiva sia con i pesci signatidi (o cavallucci marini dotati di un apparato boccale a tubo) sia con le balene dal becco (con testa di grandi dimensioni ma con il muso allungato, stretto ed edentulo).

## Descrizione

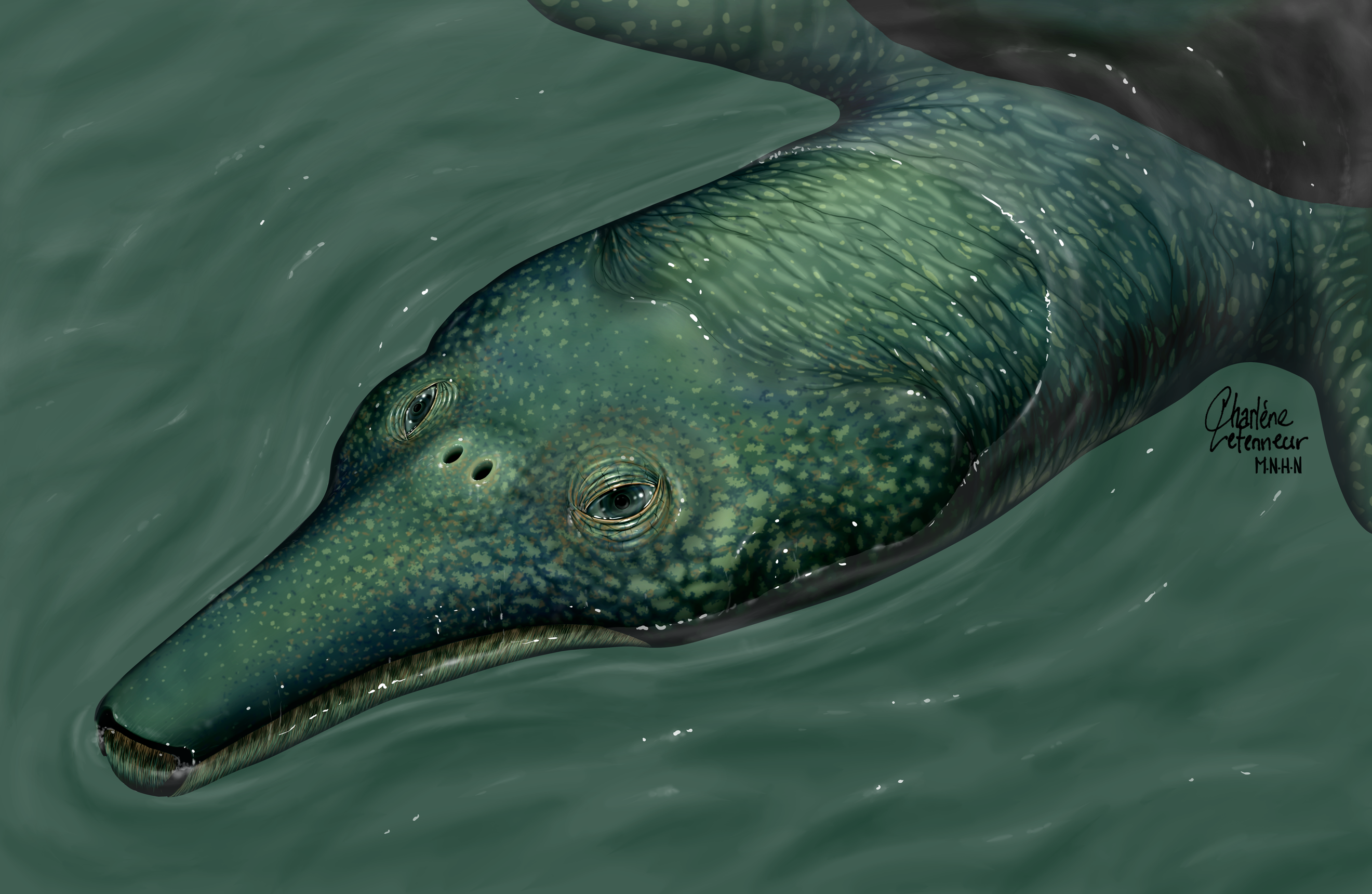
Ricostruzione della testa di O. bouyai

Ocepechelon è noto solo per un cranio isolato ma completo, lungo 70 centimetri. Dalle dimensioni del cranio, doveva essere una delle più grandi tartarughe mai vissute. Si suppone che l'animale intero possa aver superato i 3 metri di lunghezza. Il cranio di questa tartaruga non era eccezionale solo per quanto riguarda le dimensioni, ma soprattutto per l'aspetto: largo posteriormente, si restringeva nella parte anteriore fino a formare una sorta di imbuto osseo allungato e stretto. In generale, l'aspetto del cranio doveva richiamare in qualche modo quello di un coccodrillo sdentato: non erano infatti presenti denti, ma gli occhi erano rivolti verso l'alto, così come le narici, queste ultime in posizione molto arretrata. È l'unico tetrapode che abbia sviluppato una convergenza evolutiva sia con i pesci signatidi sia con le balene dal becco (con testa di grandi dimensioni ma con il muso allungato, stretto e privo di denti).
Non si conosce altro di questo enigmatico animale, ma si suppone che possa essere stato dotato di un corpo largo e piatto, ricoperto da un carapace piuttosto sottile, e di quattro arti simili a pagaie, come quelle delle attuali tartarughe marine.

## Classificazione

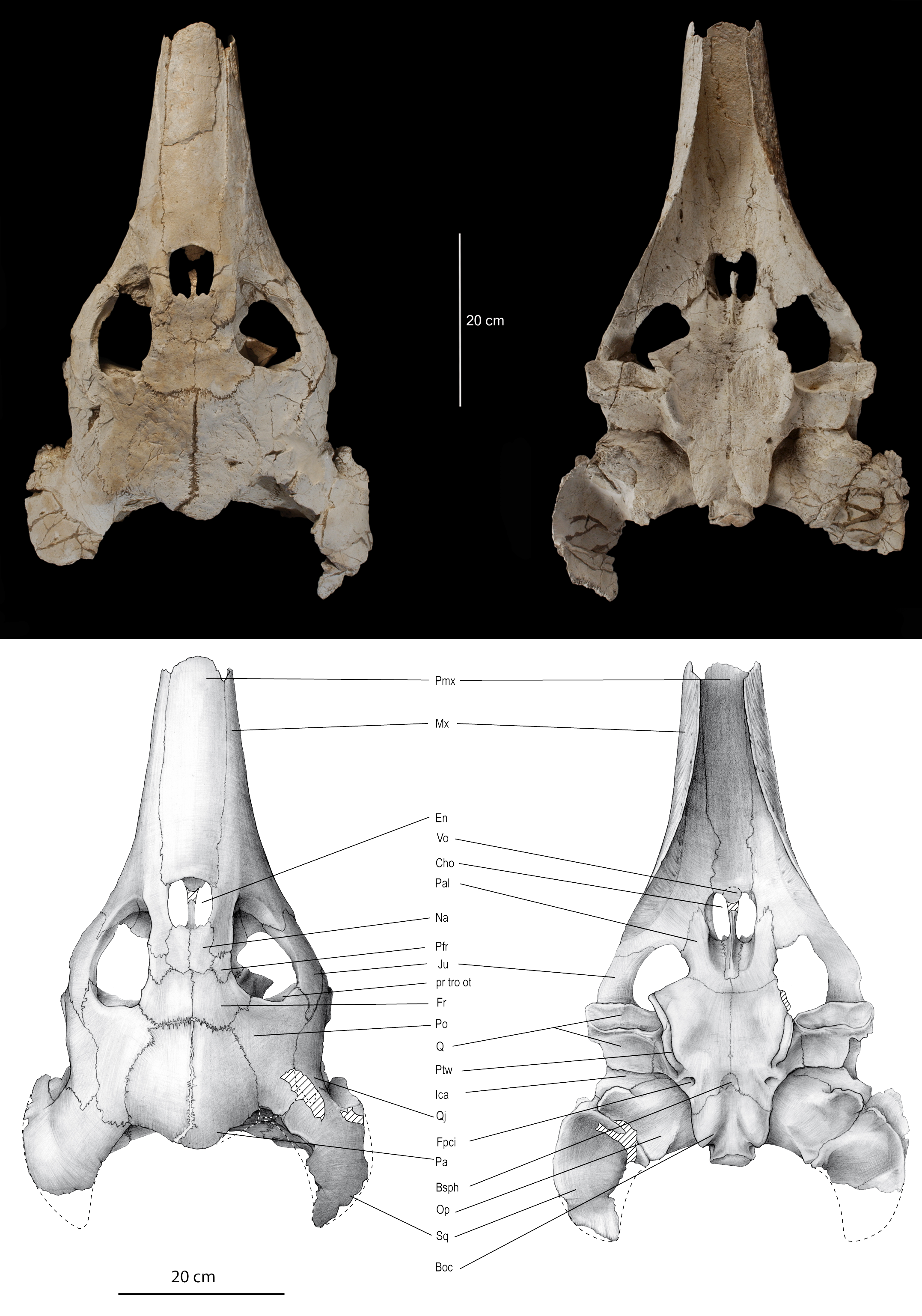
Diagramma delle ossa del cranio di O. bouyai

Di seguito è riportato un cladogramma dalla descrizione di Ocepechelon, di Bardet et al. (2013). A causa del poco materiale fossile a disposizione sono stati utilizzati numerosi metodi per valutare lo posizione filogenetica dell'animale. La rimozione di taxa outgroup, tranne l'ipotetico taxon, ha deliberato alcune relazioni e ha mostrato che Ocepechelon e Bouliachelys potrebbero essere due basali dermocheloidi in una politomia con i Dermochelyidae e i Protostegidae. L'inclusione di Chelomacryptodira ha risolto questa politomia, e ha affermato che Ocepechelon è il più basale Dermochelyide conosciuto. Tuttavia, Scavezzoni & Fischer (2018), nella loro analisi filogentica, escludendo che Protostegidae e Dermochelydae formino un clade, e classificano Ocepechelon all'interno di Protostegidae, come sister taxon di Alienochelys. 
Di seguito è riportato un cladogramma della loro analisi:
|  | Ocepechelon  |
|  |              |
|  | Alienochelys |
|  |              |

|  | Protostega |
|  |            |
|  | Archelon   |
|  |            |

|  | Ocepechelon  |
|  |              |
|  | Alienochelys |
|  |              |

|  | Protostega |
|  |            |
|  | Archelon   |
|  |            |

|  | Bouliachelys                                                              |
|  |                                                                           |
|  | \| \| Santanachelys \| \| \| \| \| \| Desmatochelys padillaii \| \| \| \| |
|  |                                                                           |
|  | Santanachelys                                                             |
|  |                                                                           |
|  | Desmatochelys padillaii                                                   |
|  |                                                                           |

|  | Santanachelys           |
|  |                         |
|  | Desmatochelys padillaii |
|  |                         |

|  | Bouliachelys                                                              |
|  |                                                                           |
|  | \| \| Santanachelys \| \| \| \| \| \| Desmatochelys padillaii \| \| \| \| |
|  |                                                                           |
|  | Santanachelys                                                             |
|  |                                                                           |
|  | Desmatochelys padillaii                                                   |
|  |                                                                           |

|  | Santanachelys           |
|  |                         |
|  | Desmatochelys padillaii |
|  |                         |

|  | Bouliachelys                                                              |
|  |                                                                           |
|  | \| \| Santanachelys \| \| \| \| \| \| Desmatochelys padillaii \| \| \| \| |
|  |                                                                           |
|  | Santanachelys                                                             |
|  |                                                                           |
|  | Desmatochelys padillaii                                                   |
|  |                                                                           |

|  | Santanachelys           |
|  |                         |
|  | Desmatochelys padillaii |
|  |                         |

|  | Bouliachelys                                                              |
|  |                                                                           |
|  | \| \| Santanachelys \| \| \| \| \| \| Desmatochelys padillaii \| \| \| \| |
|  |                                                                           |
|  | Santanachelys                                                             |
|  |                                                                           |
|  | Desmatochelys padillaii                                                   |
|  |                                                                           |

|  | Santanachelys           |
|  |                         |
|  | Desmatochelys padillaii |
|  |                         |

|  | Ocepechelon  |
|  |              |
|  | Alienochelys |
|  |              |

|  | Protostega |
|  |            |
|  | Archelon   |
|  |            |

|  | Ocepechelon  |
|  |              |
|  | Alienochelys |
|  |              |

|  | Protostega |
|  |            |
|  | Archelon   |
|  |            |

|  | Bouliachelys                                                              |
|  |                                                                           |
|  | \| \| Santanachelys \| \| \| \| \| \| Desmatochelys padillaii \| \| \| \| |
|  |                                                                           |
|  | Santanachelys                                                             |
|  |                                                                           |
|  | Desmatochelys padillaii                                                   |
|  |                                                                           |

|  | Santanachelys           |
|  |                         |
|  | Desmatochelys padillaii |
|  |                         |

|  | Bouliachelys                                                              |
|  |                                                                           |
|  | \| \| Santanachelys \| \| \| \| \| \| Desmatochelys padillaii \| \| \| \| |
|  |                                                                           |
|  | Santanachelys                                                             |
|  |                                                                           |
|  | Desmatochelys padillaii                                                   |
|  |                                                                           |

|  | Santanachelys           |
|  |                         |
|  | Desmatochelys padillaii |
|  |                         |

|  | Bouliachelys                                                              |
|  |                                                                           |
|  | \| \| Santanachelys \| \| \| \| \| \| Desmatochelys padillaii \| \| \| \| |
|  |                                                                           |
|  | Santanachelys                                                             |
|  |                                                                           |
|  | Desmatochelys padillaii                                                   |
|  |                                                                           |

|  | Santanachelys           |
|  |                         |
|  | Desmatochelys padillaii |
|  |                         |

|  | Bouliachelys                                                              |
|  |                                                                           |
|  | \| \| Santanachelys \| \| \| \| \| \| Desmatochelys padillaii \| \| \| \| |
|  |                                                                           |
|  | Santanachelys                                                             |
|  |                                                                           |
|  | Desmatochelys padillaii                                                   |
|  |                                                                           |

|  | Santanachelys           |
|  |                         |
|  | Desmatochelys padillaii |
|  |                         |

## Paleobiologia
Le notevoli similitudini tra Ocepechelon e le balene dal becco (così come i pesci syngnathidi) hanno portato i paleontologi a ipotizzare il possibile modo di nutrirsi di Ocepechelon. Poiché sia le balene dal becco che i sygnathidi sono organismi che si nutrono tramite suzione (ovvero creando uno spazio vuoto per risucchiare piccole prede), i paleontologi ritengono che anche Ocepechelon possa essersi nutrito in questo modo. Probabilmente questo animale nuotava nei pressi della superficie del caldo mare Cretacico, inghiottendo grandi quantità di piccoli pesci, cefalopodi e meduse. Dal raffronto con altre tartarughe attuali, si suppone inoltre che Ocepechelon possa essere stato dotato di piccole strutture spinose all'interno della gola. Queste papillae sono attualmente presenti nella tartaruga liuto (una delle più prossime parenti di Ocepechelon), e non solo filtrano l'acqua, ma creano anche una barriera appuntita alle prede che cercano di uscire. Ocepechelon potrebbe aver avuto una struttura analoga, così come altre papillae lungo i margini della bocca.